# WayForward Technologies
WayForward Technologies est une compagnie américaine de développement de jeux vidéo fondée par Voldi Way en 1990 et située à Valencia en Californie. WayForward débute dans l'industrie vidéoludique en créant des jeux vidéo pour les consoles Super Nintendo et Mega Drive, ainsi que des jeux pour consoles dédiées TV avant de se spécialiser dans les logiciels éducatifs pour PC. En 1997, l'entreprise relance sa branche jeu vidéo en se positionnant comme une compagnie sous-traitante produisant des jeux adaptés de diverses licences.
La société a également créé quelques séries originales, notamment Shantae, le premier jeu étant lancé en 2002 et produit par Capcom, ou plus récemment Mighty!. La société crée actuellement des jeux pour des plates-formes aussi variées que la Nintendo 3DS et la PlayStation Vita, l'eShop de la Wii U ainsi que pour le PlayStation Network et le Xbox Live Arcade.

## Historique
WayForward Technologies a été fondée en 1990 par Voldi Way en tant que société de production de jeux vidéo indépendante, après avoir quitté une première société dont il était également cofondateur, spécialisée dans la fabrication de tôles. Le nom WayForward Technologies est peut-être adapté du roman Un cheval dans la salle de bains de Douglas Adams, dans lequel un personnage appelé Gordon Way fonde une société du même nom. À ses origines, la société produit des logiciels pour les consoles Super Nintendo, Mega Drive, Mega-CD, Game Gear et Game Boy Color. Elle commence également à produire des logiciels éducatifs pour le PC et la console portable Leapster. À l'époque, une partie du personnel est obligée d'occuper d'autres emplois pour survivre et poursuivre leur ambition de devenir des développeurs de jeux vidéo.
En 1994, WayForward Technologies a conclu un partenariat avec American Education Publishing l'amenant à se concentrer sur la production de logiciels éducatifs pour ordinateur. Le partenariat se révèle être un succès, la société remporte plusieurs récompenses pour ses innovations lors du Consumer Electronics Show en 1995. À cette époque, WayForward se concentre alors sur l'adaptation de licences, dont celle des Muppets, pour leurs produits éducatifs, et continue également en parallèle à produire quelques jeux également adaptés de licences, dont Godzilla ou Le Roi Scorpion.
WayForward relance réellement sa branche de production de jeux vidéo en avril 1997, travaillant en tant que « développeur à louer » en offrant ses services à des éditeurs de logiciels. John Beck, le PDG, a déclaré qu'en offrant des services pour de petits projets la société parvient à établir un niveau de travail stable. À la mi-2002, WayForward publie son premier jeu majeur développé en interne et basé sur une nouvelle propriété intellectuelle, Shantae. Bien que bénéficiant des louanges de la critique, le jeu fut publié vers la fin de vie de la Game Boy Color et ne rencontra par conséquent qu'un succès limité.
Lorsque Nintendo annonça une console dotée d'un écran double, qui devint la Nintendo DS, début 2004, WayForward commença à travailler sur les options offertes par le nouveau système. Le développement d'une suite à Shantae fut lancé exploitant l'écran double. Cependant, après avoir fait le tour de plusieurs éditeurs pour leur présenter le concept, WayForward dut abandonner le projet, n'ayant pas réussi à en convaincre un. Ils purent néanmoins réutiliser les éléments déjà programmés pour Shantae, lesquels abondaient, pour essayer de nouvelles technologies ou plates-formes de développement. Plus tard la même année, la société fut embauchée par THQ pour produire un jeu basé sur la discussion appelé Ping Pals pour la DS. Malgré les délais très courts imposés par l'éditeur, WayForward profita de l'occasion pour obtenir des kits de développement sur la plate-forme. De fait, le jeu fut un échec critique, avec une critique positive isolée. En 2006, la société produisit Héros de la Ligue des justiciers : Flash alors que la Game Boy Advance arrivait à la fin de son cycle de vie, et le jeu fut cette fois un large succès critique. Par la suite, WayForward produisit davantage de jeux pour la Nintendo DS, dont Looney Tunes: Duck Amuck, basé sur le cartoon de 1951 Farce au canard. Celui-ci était très attendu à l'E3 mais rencontra des critiques mitigées à sa sortie.
Le 19 février 2008, John Beck et le directeur créatif de WayForward Matt Bozon furent des intervenants à l'Independent Games Summit, dans le cadre de la Game Developers Conference de 2008, exposant certains problèmes rencontrés par les développeurs de jeux vidéo indépendants. À l'époque, WayForward avait commencé à développer des jeux pour la Wii, dont certains exploitant de nouvelles propriétés intellectuelles, par exemple LIT, annoncé le 5 mars 2008 sur le WiiWare et publié le 9 février 2009.
Au printemps 2009, la newsletter du Shantae Fan Club introduisit un nouveau personnage prénommé Alta annonçant une nouvelle franchise. Le 9 mars 2009, le jeu fut annoncé officiellement pour le DSiWare et s'intitulait Mighty Flip Champs!. WayForward créera par la suite Mighty Milky Way, un autre jeu d'énigmes avec un nouveau personnage appelé Luna. Deux autres jeux furent publiés dans la série, Mighty Switch Force! pour l'eShop de la Nintendo 3DS le 22 décembre 2011, puis une suite, annoncée le 24 février 2013 par le réalisateur et designer de WayForward Austin Ivansmith au cours du 50e épisode de Sup' Holmes sur Destructoid, simplement intitulée Mighty Switch Force! 2 et publiée le 13 juin 2013.
En 2010, WayForward parvint enfin à produire une suite à Shantae. Intitulée Shantae: Risky's Revenge, le jeu est sorti en 2010 sur l'eShop de la Nintendo DS, sur iOS en 2011, et sur Steam pour Microsoft Windows en 2014.
WayForward a commencé en 2012 à produire des jeux basés sur la série d'animation Adventure Time. Le créateur de la série, Pendleton Ward, a annoncé le premier jeu, Adventure Time: Hey Ice King! Why'd You Steal Our Garbage?!!, le 23 mars 2012 et le jeu est sorti le 20 novembre 2012. Un autre jeu basé sur la série est sorti en 2013, ainsi qu'un jeu adapté de la série Regular Show.
Comme annoncé par exemple dans Nintendo Power, un troisième jeu Shantae and the Pirate's Curse est paru en 2014 sur Steam (PC) de même que sur le eShop de la Nintendo 3DS et de la Wii U. Un quatrième jeu, Shantae: Half-Genie Hero, a été financé par une brillante campagne sur Kickstarter qui a collecté plus du double du montant initial demandé (400 000$). Également prévu pour PC et consoles de salon, la sortie du jeu est prévue en octobre 2016.

## Jeux développés
- Xtreme Sports (2000, Game Boy Color)
- Tibère et la Maison bleue (2000, PC)
- Sabrina: The Animated Series: Zapped! (2000, Game Boy Color)
- Sabrina: The Animated Series: Spooked! (2001, Game Boy Color)
- Pearl Harbor: Defend the Fleet (2001, PC)
- Wendy: Every Witch Way (2001, Game Boy Color)
- WWF Betrayal (2001, Game Boy Color)
- Shantae (2002, Game Boy Color)
- The Scorpion King: Sword of Osiris (2002, Game Boy Advance)
- Godzilla: Domination (2002, Game Boy Advance)
- Rescue Heroes: Billy Blazes (2003, Game Boy Advance)
- Ping Pals (2004, Nintendo DS)
- Sigma Star Saga (2005, Game Boy Advance)
- Héros de la Ligue des justiciers (2006, PS2, PSP, Nintendo DS, Xbox)
- Héros de la Ligue des justiciers : Flash (2006, Game Boy Advance)
- American Dragon: Jake Long (2006, Nintendo DS, Game Boy Advance)
- Bob l'éponge : La Créature du crabe croustillant (2006, Nintendo DS, Game Boy Advance)
- Looney Tunes: Duck Amuck (2007, Nintendo DS)
- Contra 4 (2007, Nintendo DS)
- Les Chimpanzés de l'espace (2008, Nintendo DS)
- A Boy and His Blob (2009, Wii)
- Max et les Maximonstres (2009, Nintendo DS)
- Galactic Taz Ball (2010, Nintendo DS)
- Moi, Moche et Méchant : Minions en Folie ! (2010, Nintendo DS)
- Batman : L'Alliance des héros (2010, Wii, Nintendo DS)
- Bob l'Eponge la Grande Art'venture (2011, Wii, Nintendo 3DS)
- Centipede: Infestation (2011, Wii, Nintendo 3DS)
- Thor : Dieu du tonnerre (2011, Nintendo DS)
- Aliens: Infestation (2011, Nintendo DS)
- Happy Feet 2 (2011, Nintendo DS, Nintendo 3DS)
- Hôtel Transylvanie (2012 Nintendo DS, Nintendo 3DS)
- Silent Hill: Book of Memories (2012, PlayStation Vita)
- Adventure Time: Hey Ice King! Why'd You Steal Our Garbage?!! (2012, Nintendo DS, Nintendo 3DS)
- Les Schtroumpfs 2, le jeu (2013, PS3/Xbox 360/Wii/Wii U)
- Adventure Time : Explore le donjon et pose pas de question ! (2013, PS3/Xbox 360/Wii U/Nintendo 3DS/PC)
- Regular Show: Mordecai & Rigby in 8-Bit Land (2013, Nintendo 3DS)
- Adventure Time : Le Secret du Royaume Sans Nom (2014, Microsoft Windows/PlayStation 3/Xbox 360/Nintendo 3DS)
- Transformers: Rise of the Dark Spark (2014, Nintendo 3DS)
- Advance Wars 1+2: Re-Boot Camp (2023, Nintendo Switch)

### Titres téléchargeables
- LIT (2009, WiiWare)
- Mighty Flip Champs! (2009, DSiWare)
- Shantae: Risky's Revenge (2010, DSiWare, iOS)
- Mighty Milky Way (2011, DSiWare)
- Mighty Flip Champs! DX (2011, PlayStation Network)
- BloodRayne: Betrayal (2011, Xbox Live Arcade, PlayStation Network)
- Mighty Switch Force! (2011, Nintendo 3DS)
- Double Dragon: Neon (2012, Xbox Live Arcade, PlayStation Network)
- Mighty Switch Force! Hyper Drive Edition (2012, Wii U)
- Mighty Switch Force! 2 (2013, Nintendo 3DS)
- Disney's DuckTales Remastered (2013, PS3, Xbox 360, Wii U, PC)
- Shantae and the Pirate's Curse (2014, Nintendo 3DS, Wii U)
- Wonder Momo (2014, PC)
- Shantae: Half-Genie Hero (2016, Wii U, PS3, PS4, PSVita, Xbox 360, Xbox One, PC)
- Watch Quest (Apple Watch)

## Lien Externe
- (en) Site Officiel